# Georges Reverbori
Georges Reverbori, né le 21 mai 1907 à Lods (Doubs) et décédé en 1992, est un homme politique socialiste et résistant français.

## Biographie

### La Résistance
Instituteur, membre du Syndicat national des instituteurs (SNI) et de la SFIO, il est secrétaire de la Fédération socialiste du Doubs à partir de 1937. Il est fait prisonnier puis libéré en mars 1941. À partir de 1942, il devient un membre actif de la Résistance (mouvement Libération-Nord). En 1944, il est président du comité d'arrondissement clandestin de Libération de Montbéliard puis président du comité d'épuration des usines de Sochaux.

### La vie politique
En mai 1945, il est élu au conseil municipal de Montbéliard où il restera jusqu'en 1959. De plus, il est conseiller général pour le canton d'Audincourt de septembre 1945 à avril 1958.
En décembre 1946, il est élu au Conseil de la République. Il est battu en 1948.

## Distinctions
- Médaille de la Résistance française (15 juin 1946)[2]

## Sources
1. ↑  RÉVERBORI Georges, Jacques, dans Le Maitron
2. ↑  « Accueil - Mémoire des hommes », sur www.memoiredeshommes.sga.defense.gouv.fr (consulté le 5 mars 2024)

- Francis Marcot, La Franche-Comté sous l'Occupation 1940-44, tome 2, Besançon, Cêtre, 1989
- Nathalie Lambert et Jean-Marie Alix, Monument du maquis du Lomont. Histoire. Mémoire, Belfort, Réalgraphic, 2007